# Francisco de Paula Gonçalves Costa
Francisco de Paula Gonçalves Costa (Barras, 2 de abril de 1931 – Teresina, 12 de abril de 1997) é um industrial, engenheiro agrônomo e político brasileiro, outrora deputado estadual pelo  Piauí.

## Dados biográficos
Filho de Gervásio Raulino da Silva Costa e Eduviges Gonçalves Costa. Foi eleito deputado estadual pelo PFL do Piauí em 1986 em substituição a Bona Medeiros, que naquela ocasião exercia o mandato de governador do Piauí após a renúncia de Hugo Napoleão. Irmão de Ezequias Costa, eleito deputado federal pelo Piauí em 1962 e 1966.